# Girlfriends (serie televisiva 2000)
Girlfriends è una serie televisiva statunitense che ha debuttato l'11 settembre 2000 sul canale televisivo UPN. È in seguito passata alla rete The CW, prima di essere cancellata nel 2008. L'episodio finale è andato in onda l'11 febbraio 2008. La colonna sonora del telefilm è eseguita dalla cantante R&B Angie Stone. Lo show è stato ideato da Mara Brock Akil e prodotto da Kelsey Grammer per la CBS Paramount Television. In Italia è stato proposto in anteprima assoluta da Rai 2.

## Episodi
| Stagione         | Episodi | Prima TV originale | Prima TV Italia |
| ---------------- | ------- | ------------------ | --------------- |
| Prima stagione   | 22      | 2000-2001          | 2004            |
| Seconda stagione | 22      | 2001-2002          | 2004            |
| Terza stagione   | 25      | 2002-2003          | 2005            |
| Quarta stagione  | 24      | 2003-2004          | 2006-2007       |
| Quinta stagione  | 22      | 2004-2005          | 2007-2008       |
| Sesta stagione   | 22      | 2005-2006          | 2008            |
| Settima stagione | 22      | 2006-2007          | 2008-2009       |
| Ottava stagione  | 13      | 2007-2008          | 2009            |